# Ligne 51 (Infrabel)
Pour les articles homonymes, voir Ligne 51.
Ne doit pas être confondu avec Ligne 51A (Infrabel) ou Ligne 51B (Infrabel).
La ligne 51 est une ligne ferroviaire belge, propriété d'Infrabel, qui relie les gares de Bruges et de Blankenberge.
Les kilométrages de cette ligne et de celles qui en dépendent (51A, 51A/1, 51B) sont calculés à partir de Bruxelles, continuant ceux de la ligne 50A : en effet, la carte technique du réseau Infrabel mentionne un pont mobile au PK 108,015 de la ligne 51A/1 peu après la gare de Zeebruges-Village et un autre au PK 101,993 de la ligne 51B, entre les bifurcations Y Canal Baudouin et Y Pélican.

## Histoire

### Mise en service (1863-1868)
La ligne de Bruges à Blankenberge est mise en service le 16 août 1863 par la Compagnie du chemin de fer de Bruges à Blankenberghe. Elle est prolongée de Blankenberge à Heist le 22 juillet 1868.

### Évolution (1868-1907)
La ligne est reprise en 1876 par l'administration des chemins de fer de l’État belge.
En 1906, la mise en service de la nouvelle ligne 51A provoque la suppression du trafic entre Blankenberge et Heist, la ligne est déferrée en 1907. Son tracé va cependant être repris en 1908 pour prolonger le tramway 1 Ostende - Blankenberge vers Heist et Knokke.

### La concurrence routière (1927-1937)
En juin 1927, une ligne d'autobus privée est mise en service par un autocariste de Bruges, Arthur Linglez, en suivant la ligne ferroviaire, la loi n'imposant à cette époque qu'une autorisation royale malgré la concurrence avec la ligne ferroviaire,.
En 1937, le permis de l'autocariste étant arrivé à son terme, la Société nationale des chemins de fer belges (SNCB) en réclame la concession, étant prioritaire vu que la ligne longe une ligne ferroviaire. L'autocariste historique Arthur Linglez est cependant chargé d'exploiter la ligne et devient donc fermier de la SNCB avec un autre exploitant de Bruges, Paul De Backer. L'ancienne ligne privée devient alors un service complémentaire d'autobus de la SNCB (les « bus verts »),.

### Évolution
En 1957, le trafic voyageur omnibus est supprimé sur la ligne ne laissant qu'un trafic interurbain entre Bruges et Blankenberge sans arrêt intermédiaires, le service d'autobus complémentaire devient un service de substitution sous l'indice 51a. En 1977, la ligne est transférée à la Société nationale des chemins de fer vicinaux (SNCV) puis en 1991 à la compagnie régionalisée De Lijn qui l'exploite toujours sous l'indice 40 entre Bruges et Blankenberge,.
C'est en 1983 qu'a lieu un nouveau découpage du réseau en trois lignes : ligne 51 Bruges - Blankenberge ; ligne 51A Y Blauwe Toren - Zeebrugge ; 51B Y Dudzele - Knokke.